# Heterodynní detekce
Heterodynní detekce je způsob detekce elektromagnetického záření používaný v nelineární spektroskopii, telekomunikaci či astronomii. Signál, který je zpravidla slabý, se smíchá s elektromagnetickým zářením o stejném směru a o známé frekvenci, zvaným lokální oscilátor nebo heterodyn. Tím se jednak detekce usnadní a jednak je tak možno detekovat kromě intenzity záření i fázi měřeného pole.

## Matematické odvození
Jelikož pro intenzitu záření I v závislosti na intenzitě elektrického pole E platí
{\displaystyle I\propto E_{}^{2},}
spočteme intenzitu celkového záření pomocí intenzit záření signálu {\displaystyle \scriptstyle I_{S}} a lokálního oscilátoru {\displaystyle \scriptstyle I_{LO}} a příslušných fázorů elektrických intenzit polí {\displaystyle \scriptstyle E_{S}}, {\displaystyle \scriptstyle E_{LO}} jako
{\displaystyle I={\frac {1}{2\varepsilon _{0}}}\left|E_{S}+E_{LO}\right|^{2}={\frac {1}{2\varepsilon _{0}}}\left[|E_{S}|^{2}+|E_{LO}|^{2}+\Re \left[E_{S}^{*}E_{LO}\right]\right]=I_{S}+I_{LO}+I_{HET}.}
Přitom pokud {\displaystyle \scriptstyle |E_{S}|\ll |E_{LO}|}, platí
{\displaystyle I_{S}\ll I_{HET}\ll I_{LO},}
protože {\displaystyle \scriptstyle I_{S}} je druhého řádu v {\displaystyle \scriptstyle E_{S}}, zatímco {\displaystyle \scriptstyle I_{HET}} jen prvního řádu. Je tedy výhodnější měřit {\displaystyle \scriptstyle I_{HET}} než {\displaystyle \scriptstyle I_{S}} samotné. Změnou fáze {\displaystyle \scriptstyle I_{LO}} se navíc hodnota {\displaystyle \scriptstyle I_{HET}} mění podle toho, zda je signál ve fázi nebo v protifázi k lokálnímu oscilátoru. Tím je fáze přímo měřitelná.